# Деккенпфронн
Деккенпфронн (нем. Deckenpfronn) — община в Германии, в земле Баден-Вюртемберг.
Подчиняется административному округу Штутгарт. Входит в состав района Бёблинген. Население составляет 3 034 человека (на 31 декабря 2008 года). Занимает площадь 11,42 км².

## География
Деккенпфронн располагается в семи километрах к северо-западу от города Херренберг и в десяти километрах к югу от города Кальв около автобана A81 Штутгарт — Зинген.

### Границы
Город соседствует с коммунами и городами Айдлинген, Гертринген, Херренберг, Вильдберг, Кальв, Гехинген и Зинген.

## История
Деккенпфронн впервые упоминается в 1075 году в записях монастыря Хирсау. Однако, люди могли жить в районе населеннего пункта в течение 3500 лет. Деккенпфронн принадлежал Кальву, а в 1388 году город становится частью Вюртемберга.
Сейчас Деккенпфронн входит в состав района Бёблинген. Кроме того, сегодня Деккенпфронн является наименьшей территориальной единицей в составе района.

## Символика
С 1948 года символом принадлежности к Шварцвальду на гербе является сосновая ветвь, а ранее символом была ветвь дуба. В центре герба расположен посох, символизирующий богатство, по бокам изображена пшеница, символизирующая плодородность земель.

## Религия
Деккенпфронн — христианский город. Реформация пришла сюда в 1535 году.

## Население[4]
- 1440: 48 семей
- 1676: 428
- 1816: 1 018
- 1900: 1 178
- 1950: 1 003
- 1987: 2 074
- 2005: 2 929
- 2006: 2 958
- 2008: 3 034
- 2009: 3 050

## Политика
5 апреля 2009 года на выборах мэра победил Даниэль Гётт (год рождения — 1981, беспартийный), набрав 87,47 процентов голосов. Явка на выборах составила 68,99 процентов.

### Партнерство
Партнером города Декенпфронн является Вайсенберг в Саксонии.

## Культура и достопримечательности
К северу от Декенпфроннена находится радиостанция Лерхенберг.
К юго-западу от города при хорошей погоде проводятся полёты на планерах и самолетах.

## Известные жители
- Винфрид Купплер (мэр города Декенпфронн с 1969 по 2009)[5].